# Distretto di Geyve
Il distretto di Geyve (in turco Geyve ilçesi) è uno dei distretti della provincia di Sakarya, in Turchia.